# Uranotaenia typhlosomata
Uranotaenia typhlosomata är en tvåvingeart som beskrevs av Dyar och Frederick Knab 1907. Uranotaenia typhlosomata ingår i släktet Uranotaenia och familjen stickmyggor. Inga underarter finns listade i Catalogue of Life.